# Laurens Brandligtdam

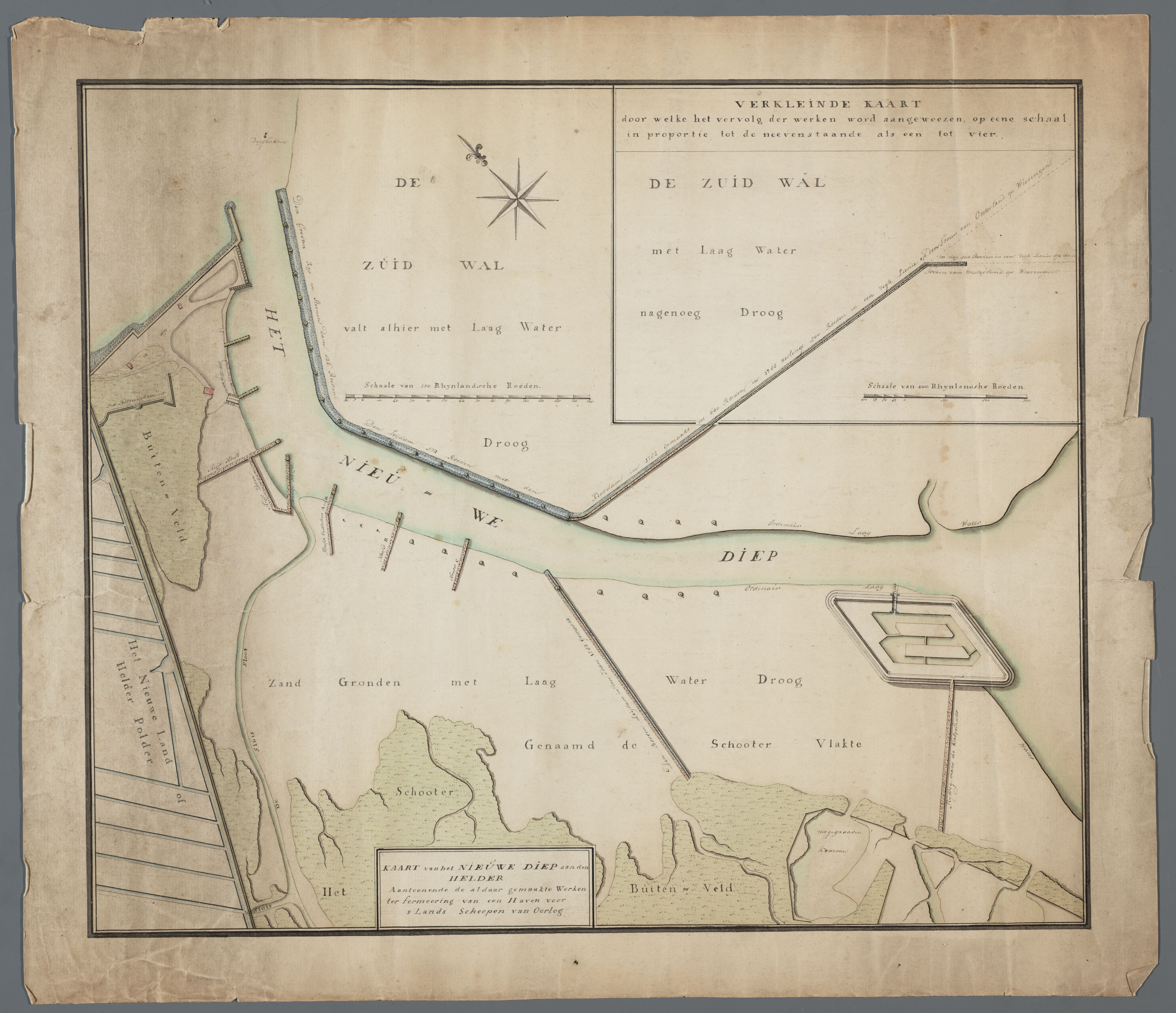
De dam op een kaart uit ca. 1800

De Laurens Brandligtdam is een dam ten oosten van Den Helder op het deel van de Waddenzee dat Balgzand genoemd wordt. De dam is in 1781 aangelegd door stadhouder Willem V naar een plan van Laurens Brandligt. De dam had, in combinatie met een strekdam, als doel om de geul het Nieuwediep door middel van natuurlijke stroming te verbreden en verdiepen waardoor er een veilige en onderhoudsarme ligplaats voor grote schepen zou ontstaan. De dam is aangelegd in een rechte lijn met de kerktoren van Oosterland met een knik aan de oostkant in de richting van de kerktoren van Westerland.

## Geschiedenis
Rond 1750 zorgde de verzanding van het zeegebied bij Texel, in combinatie met de steeds groter wordende schepen, ervoor dat de schepen steeds meer problemen kregen om de handelssteden aan de Zuiderzee te bereiken. Laurens Brandligt was een schipper uit Amsterdam en goed bekend met de wateren rond Texel. Hij schreef een plan om ten oosten van het dorp Helder door natuurlijke stroming een veilige ligplaats te creëren. Een belangrijk onderdeel van zijn plan bestond uit de aanleg van een vangdam die met afgaand tij het water op het wad door het Nieuwe Diep zou geleiden waardoor de haven op breedte en diepte kwam en niet zou verzanden. Brandligt heeft meer dan 10 jaar aan het plan gewerkt en noemde het Scylla en Charybdis naar de zeemonsters uit de Griekse mythologie.
Een versoberd plan wordt op 20 april 1781 goedgekeurd door de Staten van Holland en stadhouder Willem V krijgt opdracht om een deel van het plan van Laurens Brandligt uit te voeren. De voorgestelde inpoldering van land wordt achterwege gelaten. In juli wordt begonnen met de werkzaamheden en in oktober 1782 is de dam gereed. In 1785 wordt de dam nog een stuk verlengd. Tot 1954 heeft de dam het Nieuwe Diep daadwerkelijk vrij gehouden van verzanding. De dam is overbodig geworden bij de aanleg van de huidige Nieuwe Haven.

## Naamgeving
Oorspronkelijk werd er geen naam aan de dam toegekend. De dam stond formeel bekend als de "vangdam der Rijkszeehaven het Nieuwe Diep". Rond 1950 raakte in de volksmond de naam Napoleondam in gebruik waarna deze naam langzamerhand ook toegepast is in officiële documenten van Rijkswaterstaat en op nautische kaarten van de Hydrografische dienst. Deze naam is echter historisch onjuist. In februari 2017 heeft de gemeente Den Helder daarom besloten om de dam formeel Laurens Brandligtdam te noemen. In juli 2017 werd een monument geplaatst op de dam in de vorm van een granieten gedenksteen op metalen poten. In november 2019 was het monument nog aanwezig maar in 2024 werd deze niet meer aangetroffen.